# Diogene (Gérôme)
Diogene (Diogène) è un dipinto a olio su tela dell’artista francese Jean-Léon Gérôme, realizzato nel 1860 e conservato nel Walters Art Museum di Baltimora. Questo quadro si ispira al filosofo greco Diogene di Sinope. Si tratta di un dipinto storico e in stile accademico.

## Storia

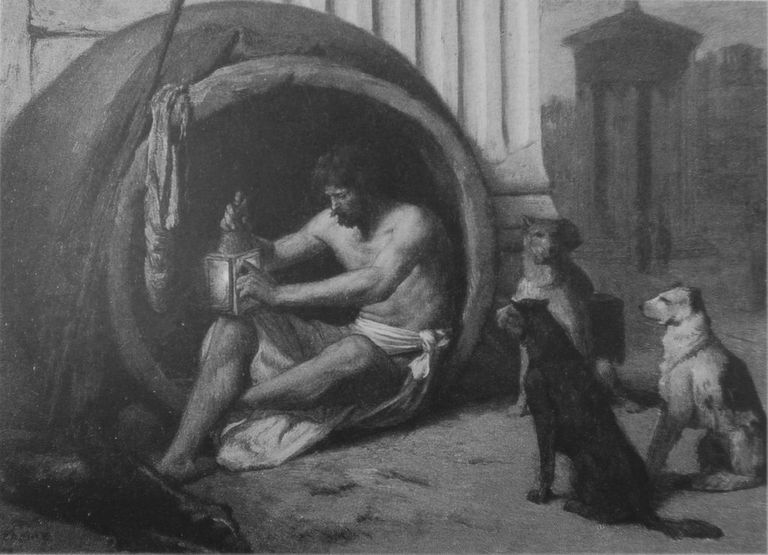
Uno studio per l'opera.

Il primo proprietario noto dell'opera fu Ernest Gambart, che acquistò l'opera a Londra il 3 marzo 1861 per un prezzo alto. In seguito venne acquistata da August Belmont a New York prima del 1864 e poi dalla Goupil & Cie a Parigi il 7 marzo 1865. Si sa che nel 1866 venne venduta per 590 dollari. Alla fine, nel 1872, venne acquistata da William Thompson Walters, a Baltimora, che la trasmise per eredità a Henry Walters nel 1894, che a sua volta la lasciò al museo baltimoriano nel 1931.

## Descrizione

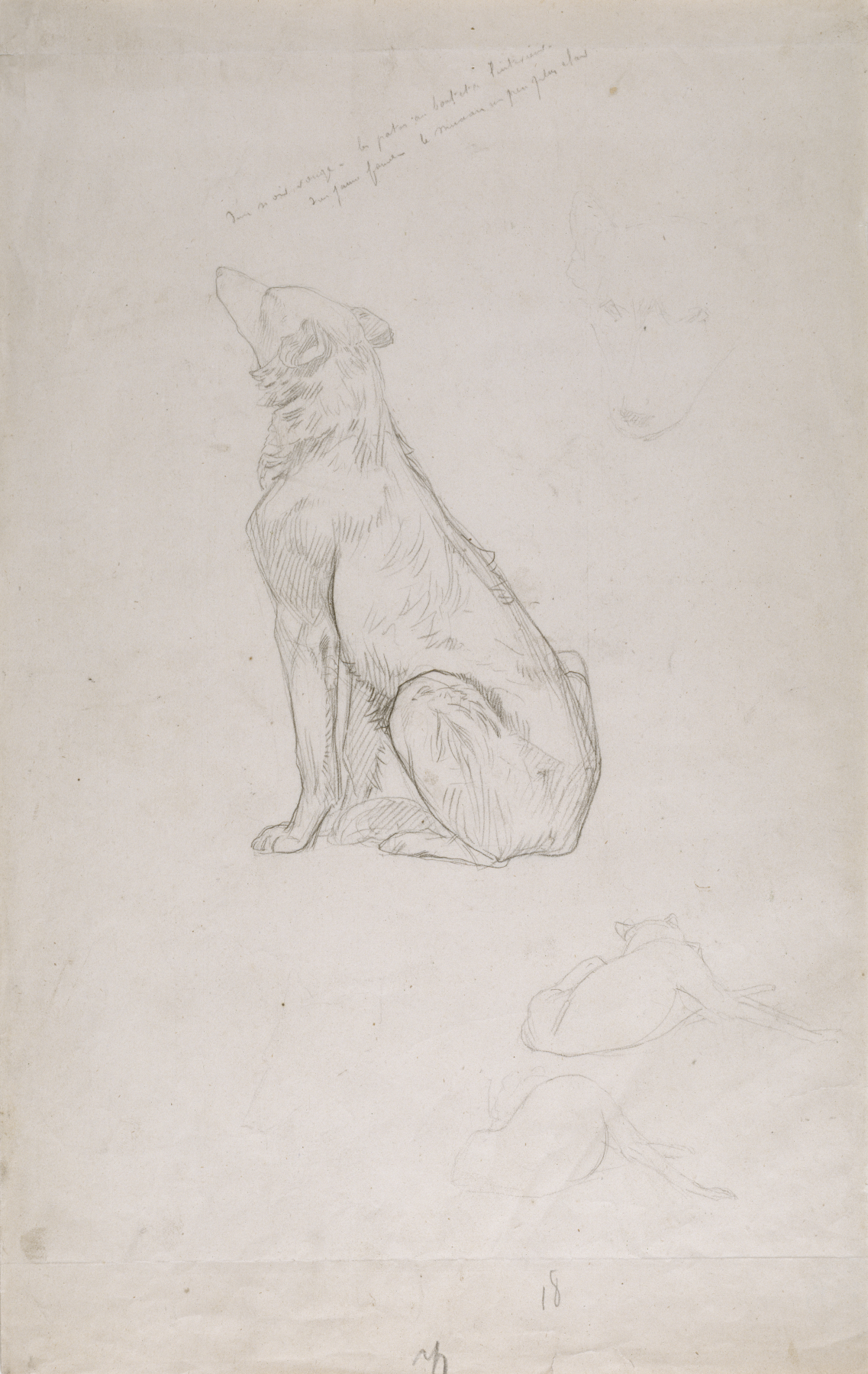
Uno studio per uno dei cani.

Il quadro raffigura il filosofo Diogene (404-323 a.C.) seduto su una cuccetta di paglia, in quella che lui chiamava la sua dimora, ossia una giara enorme adagiata su un fianco, all'angolo di un edificio del Metroon, ad Atene. Diogene indossa un semplice tribon legato intorno alla vita ed è scalzo. Questi illumina una lampada alla luce del giorno. Il suo bastone da pellegrino e la sua bisaccia sono poggiati a lato della sua giara. Di fronte a lui si trovano quattro cani che lo osservano (è un riferimento al suo soprannome di "Cinico", che deriva dal termine greco κύων, kýōn, che significa "cane"), mentre a destra c'è la città semivuota sullo sfondo.
La giara è incastrata tra il marciapiede e un grosso masso ed è addossata al muro di un edificio. La firma dell'artista si trova sul muro, in alto a destra: J. L. GEROME - MDCCCLX. Il dipinto presenta una gamma cromatica dominante di tinte brune e terrose, che riflettono le dure condizioni di vita scelte dal filosofo.
È facile riconoscere il filosofo: egli scelse di vivere nell'indigenza, rifiutò le convenzioni sociali e i codici della società. Sopravviveva solo attraverso la carità. Secondo Seneca, era divertito dalle reazioni di disprezzo e di repulsione che suscitava. Il filosofo aveva l'abitudine di errare nelle strade alla luce della sua lampada che avvicinava al volto dei passanti, cercando invano un "uomo virtuoso". Egli preferiva la compagnia dei cani dei quali aveva scelto uno stile di vita semplice. I cani fungevano da emblema per la sua filosofia del cinismo.
La visione di Gérôme può essere vista come un omaggio a quello spirito fuori dal tempo della sua epoca, proprio come l'avanguardia del pittore, ma anche come una domanda sul futuro della civiltà per la sua tristezza apparente e la solitudine intellettuale del soggetto.